# نيكول رينهارت
نيكول رينهارت أستاذة في علم النفس السريري، ومديرة مركز ديكين لدراسات الطفل ومديرة الشراكات السريرية والمجتمعية في جامعة ديكين. أسست مركز دراسة الأطفال التابع لديكين في عام 2013 لإنشاء منصة جديدة في المجتمع للباحثين والعاملين بالمجالات الصناعية للالتقاء وإحداث فرق حقيقي في حياة الأطفال الذين يواجهون تحديات في النمو. حاليا هي تقطن في فيكتوريا، أستراليا.

## النشأة والتعليم
حصلت نيكول رينهارت على درجة الماجستير في علم النفس السريري من جامعة ديكين عام 1996 وعلى دكتوراه في علم النفس العصبي التجريبي من جامعة موناش عام 2000. ركزت في بحث االدكتوراه على الفحص السلوكي العصبي والفسيولوجي العصبي للوظيفة الحركية في حالات التوحد واضطراب أسبرجر. كان الهدف من بحثها هو توفير مقاييس سلوكية وفسيولوجية عصبية لتحديد الاضطرابات الحركية بشكل كمي وكيفي في هذه المجموعة من الاضطرابات.

## الحياة المهنية
نيكول رينهارت أستاذة علم النفس السريري في جامعة ديكين. وهي زميلة أبحاث فخرية في معهد مردوخ لأبحاث الأطفال، وأستاذة ملحقة في علم النفس السريري في جامعة موناش. نشرت الأستاذة رينهارت مقالات بحثية على نطاق واسع في مجالات التوحد واضطراب أسبرجر واضطراب فرط الحركة ونقص الانتباه. تتمتع االأستاذة راينهارت بملف واسع من المشاركات المجتمعية، بما في ذلك تقديم الاستشارات في عيادة ملبورن للأطفال، والمشاركة المنتظمة مع المدارس في المجتمع. وهي تتعمل حاليًا في مجلس إدارة أوتيزم فيكتوريا. وقد ساهمت في بيان الممارسة السريرية لاضطراب فرط الحركة ونقص الانتباه ومراجعة الارشادات العلاجية الأسترالية الخاصة باعاقات النمو.
كانت البروفيسور رينهارت في طليعة الجهود الدولية لتحديد المؤشرات السريرية للخلل الوظيفي العصبي الحركي لدى الأطفال المصابين بالتوحد، واضطراب أسبرجر، واضطراب فرط الحركة ونقص الانتباه، حيث عمل كمديرة رئيسية أو باحثة رئيسية مشاركة في جامعات متعددة، ومجلس الصحة الوطنية والبحوث الطبية، والمنح الممولة من مجلس البحوث الأسترالي. وقد نشرت سلسلة من الدراسات الأولى من نوعها في العالم عن إنشاء وصف تفصيلي عن نمو واحتياجات الأطفال أصحاب الإعاقة، وترجمت هذا العمل إلى ممارسات سريرية من خلال العديد من ندوات التدريس والتدريب السريري التي شاركت فيها على مدار العقد الماضي، والتي قامت بتعليم الجيل القادم من المعلمين وعلماء النفس وأطباء الأطفال وأخصائيي العلاج الطبيعي والأطباء النفسيين حول الإعاقة وآليات الإدماج.
أسست نيكول مؤخرًا شراكة وطنية مع اتحاد كرة القدم الأسترالي لإجراء «أكبر تغيير من أجل الأطفال ذوي الإعاقة» في أستراليا في مجال الرياضة حتى الآن: وهو إنشاء موقع allplay.org.au الاليكتروني. يتم تمويل هذه الشراكة من خلال موس تويز والوكالة الوطنية لتأمين ذوي الإعاقة. جنبًا إلى جنب مع فريقها، ستقدم نيكول مساهمة في خطة عمل اتحاد كرة القدم الأسترالي لتحدي الإعاقة لضمان أن جميع الأطفال ذوي الإعاقة «يلعبون بعد حصولهم على فرص متساوية».
تقود الأستاذة رينهارت أيضًا الدراسة البحثية التي يمولها مجلس الصحة الوطنية والبحوث الطبية بعنوان النوم الهادئ مع مرض التوحد وذلك بالتعاون مع معهد موردوخ لبحوث الأطفال، والتي تهدف إلى تقييم فعالية برنامج التدخل السلوكي للنوم الذي سبق إثبات فعاليته في علاج مشاكل النوم لدى الأطفال عبر مجموعة من القدرات.

## الجوائز والتكريمات
جائزة ايلاين دينين من الجمعية الأسترالية لعلم النفس
جوائز جامعة موناش للتدريس
جائزة للمساهمة المتميزة في البحث، جامعة موناش
جائزة النجم الصاعد من كلية علماء النفس العياديين
كوينز ترست لجوائز الشباب الأسترالي